# 堺市職員労働組合
堺市職員労働組合（さかいししょくいんろうどうくみあい）は、大阪府堺市の堺市役所本館地下1階に本部を置く、堺市職員とその関連労働者によって組織されている労働組合である。略称は堺市職労（さかいししょくろう）。
本部の他、総合医療センター、上下水道局にも事務所を持っている。自治労連・全労連に加盟している。1947年1月26日に結成された。1980年代後半の労働戦線再編までは全日本自治団体労働組合（自治労）に加盟していた。

## 構成組織

### 主要役員
- 執行委員長1人
- 副執行委員長5人
- 書記長1人
- 書記次長2人
- 執行委員9人

### 職員団体支部
職員、市民、税務、建設合同、保育所、福祉衛生

### 労働組合支部
病院、現業、水道、下水道、社会福祉事業団、認定調査員、非常勤、非常勤一般、育友会

### 専門部
財務、組織、調査、教育宣伝、自治研推進、共闘、法規対策、福利厚生、文化体育

## 機関誌
「堺市職労ニュース」を平日ほぼ毎日発行している。内容は交渉内容や職場状況から上部団体・関連組織の状況、国政・府政など広範囲に及ぶ。

## モットー・主張
- モットーは「住民の繁栄なくして、自治体労働者の幸せはない」
- 大阪市の橋下徹市長が提唱する大阪都構想によって、堺市が分割されて特別区になった場合、東京の都区制度と同様に固定資産税や法人市民税、地方交付税が区から都に吸い上げられると堺市全体で約700億円以上の減収になる可能性もあると試算し、現在の住民サービスの水準維持が困難になるとみている。東京の発展の主な要因について、「首都機能が集中しているためで、特別区制度があるからではない」と主張している。

2011年3月5日～6日に大阪都構想に対抗する街頭宣伝・アンケートを堺東駅前、泉ヶ丘駅前で実施した。。

## 競合組織
堺市役所内には自治労堺市職員労働組合という組織が存在するが、2005年2月に堺市と旧美原町が合併した際、美原町職員組合が名称変更したものであり、別組織である。

## 組合事務所
2012年4月4日に、竹山修身市長はそれまで無償使用を認めてきた組合事務所について、5区役所の5部屋は返上させ、残るスペースは条例で定める使用料の半額にあたる年間約380万円（自治労を含み、水道、病院を除く）を5月から徴収すると発表した。